# Mus (zoologia)
Mus (Linnaeus, 1758) è un genere di roditori della famiglia dei Muridi.

## Descrizione

### Dimensioni
Al genere Mus appartengono roditori di piccole dimensioni, con lunghezza della testa e del corpo tra 45 e 125 mm, la lunghezza della coda tra 30 e 103 mm e un peso fino a 32 g.

### Caratteristiche craniche e dentarie
Il cranio è delicato, solitamente piatto, con delle creste sopra-orbitali in alcune specie mancanti e il rostro spesso corto. I fori palatali anteriori sono lunghi e si estendono ben oltre i primi molari. La bolla timpanica è di normali proporzioni. Gli incisivi superiori sono ortodonti, ovvero con le punte rivolte verso il basso, oppure leggermente proodonti, ovvero con le punte rivolte in avanti ed hanno la caratteristica unica di possedere un solco sulla superficie interna. Il terzo molare è fortemente ridotto.
Sono caratterizzati dalla seguente formula dentaria:

### Aspetto

Zampa anteriore al microscopio

Il corpo è snello. La pelliccia è solitamente soffice o ruvida e più o meno spinosa. La coda varia notevolmente in lunghezza anche tra individui della stessa specie. I piedi sono solitamente sottili, con le dita esterne più corte, ma sempre più lunghe dell'alluce. Le femmine hanno un paio di mammelle pettorali, due paia post-ascellari e due paia inguinali. Alcune specie hanno un paio di mammelle post-ascellari in più.

## Distribuzione
Originariamente diffuso in tutta l'Ecozona paleartica, successivamente alcune specie sono divenute commensali dell'Uomo e sono ora cosmopolite.

## Tassonomia
Il genere comprende 39 specie.
- Sottogenere Coelomys - Creste sopra-orbitali assenti, muso allungato ed occhi piccoli.
  - Mus crociduroides
  - Mus mayori
  - Mus pahari
  - Mus vulcani
- Sottogenere Mus - Creste sopra-orbitali assenti.
  - Mus booduga
  - Mus caroli
  - Mus cervicolor
  - Mus cookii
  - Mus cypriacus
  - Mus famulus
  - Mus fragilicauda
  - Mus macedonicus
  - Mus musculus
  - Mus spicilegus
  - Mus spretus
  - Mus terricolor
- Sottogenere Nannomys - Creste sopra-orbitali presenti, dimensioni piccole.
  - Mus baoulei
  - Mus bufo
  - Mus callewaerti
  - Mus goundae
  - Mus haussa
  - Mus indutus
  - Mus mahomet
  - Mus mattheyi
  - Mus minutoides
  - Mus musculoides
  - Mus neavei
  - Mus orangiae
  - Mus oubanguii
  - Mus setulosus
  - Mus setzeri
  - Mus sorella
  - Mus tenellus
  - Mus triton
- Sottogenere Pyromys - Creste sopra-orbitali presenti, dimensioni grandi, pelliccia solitamente spinosa.
  - Mus fernandoni
  - Mus phillipsi
  - Mus platythrix
  - Mus saxicola
  - Mus shortridgei